# Caixon
Caixon település Franciaországban, Hautes-Pyrénées megyében. Lakosainak száma 346 fő (2022. január 1.). Caixon Larreule, Labatut-Figuières, Lamayou, Nouilhan és Vic-en-Bigorre községekkel határos.

## Népesség
A település népességének változása:
| Lakosok száma | 377  | 378  | 380  | 375  | 379  | 368  | 358  | 351  | 346  |
|               | 2013 | 2015 | 2016 | 2017 | 2018 | 2019 | 2020 | 2021 | 2022 |